# Direitos de nome

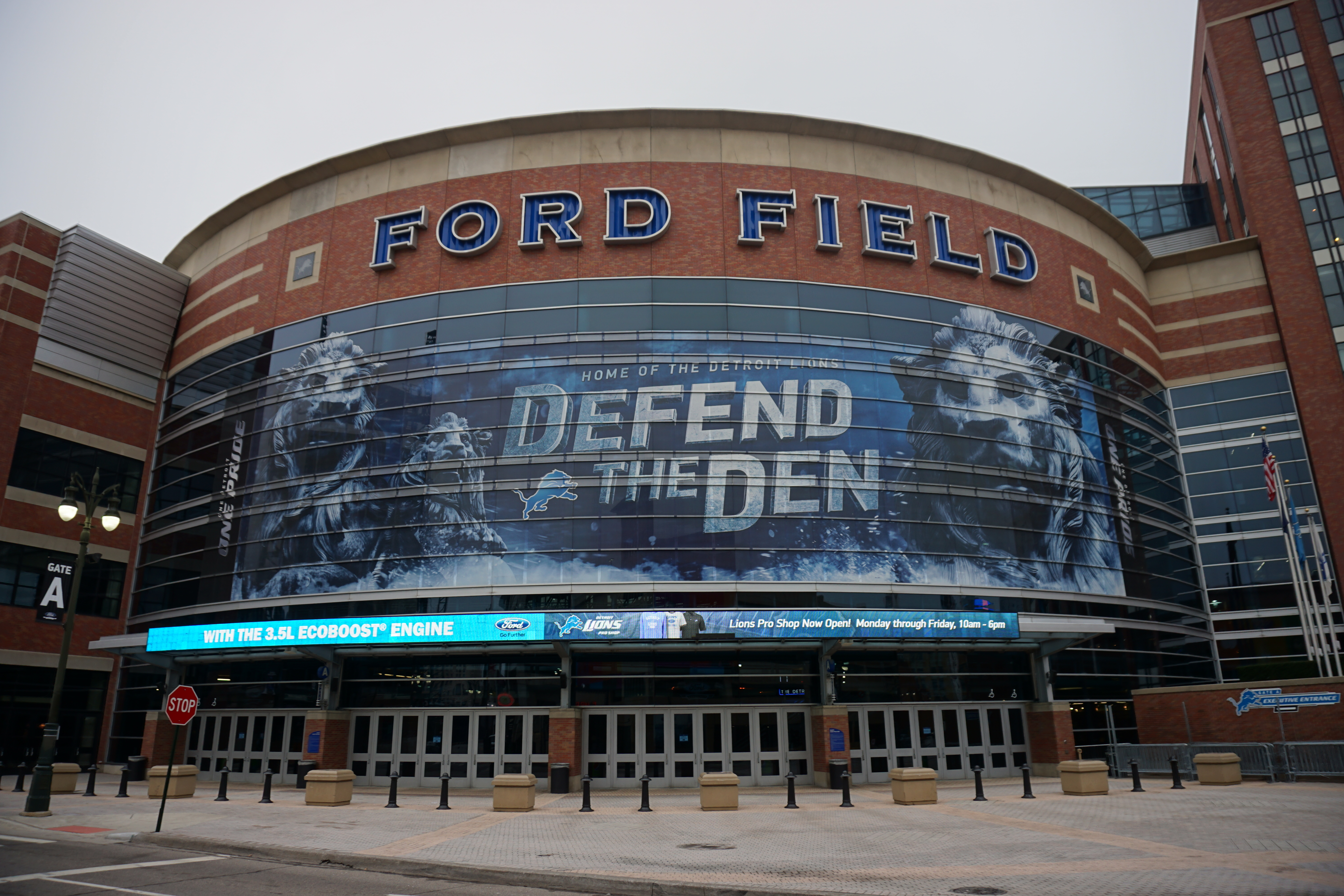
Ford Field, estádio com direitos de nome em Detroit, nos Estados Unidos

Direitos de nome (em inglês:  naming rights) é o direito sobre a propriedade de nomes. A prática da concessão de direitos de nome é bastante comum entre empresas, que compram ou alugam o nome de algum estabelecimento, espetáculos culturais e/ou esportivos trocando para o nome da própria empresa ou de algum produto relacionado.

## Exemplos no Brasil
| Nome                             | Patrocinador    | Início | Nota | Ref                |
| -------------------------------- | --------------- | ------ | ---- | ------------------ |
| Allianz Parque                   | Allianz         | 2014   |      | [ 3 ]              |
| Neo Química Arena                | Neo Química     | 2020   |      | [ 3 ]              |
| Ligga Arena                      | Ligga Telecom   | 2023   |      | [ 4 ]              |
| Teatro Rival Petrobras           | Petrobrás       | 2024   |      | [ 5 ]              |
| Amil Paradiso FM                 | Amil            | 2024   |      | [ 6 ]              |
| MorumBIS                         | Bis             | 2024   |      | [ 7 ]              |
| Casa de Apostas Arena Fonte Nova | Casa de Apostas | 2024   |      | [ 8 ] [ 9 ] [ 10 ] |